# ان‌جی‌سی ۷۷۲
ان‌جی‌سی ۷۷۲ (انگلیسی: NGC 772) یا آرپ ۷۸ (انگلیسی: Arp 78) یک کهکشان مارپیچی بدون میله است که حدود ۱۳۰ میلیون سال نوری با زمین فاصله دارد. این کهکشان در صورت فلکی بره واقع شده است.